# Borbet (Lüdenscheid)

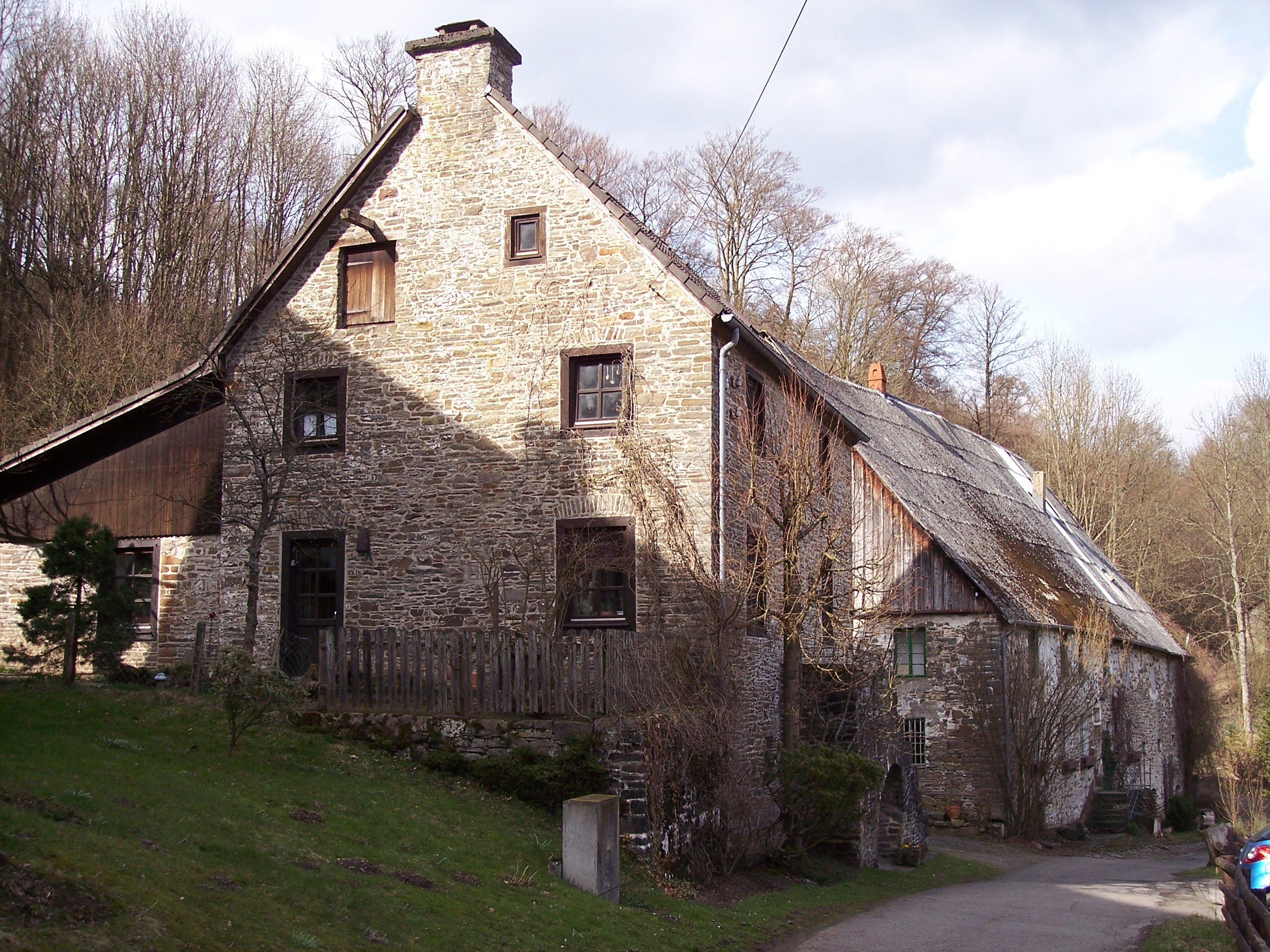
Borbet 30, dahinter Haus 29

Der Weiler Borbet ist eine denkmalgeschützte Gruppe profaner Häuser, die heute zu Lüdenscheid im Märkischen Kreis (Nordrhein-Westfalen) gehört.

## Geschichte und Architektur
Borbet wurde 1431 erstmals urkundlich erwähnt. Spätestens seit dem 17. Jahrhundert sind zwei Hofstellen nachweisbar. Oben zu Borbet wurde 1579 als Kirchengut des Kirchspiels Lüdenscheid genannt und das Erbgut Achter zu Borbet wurde 1652 als Abspaltung des Freigutes von Brüninghausen erwähnt. Wesentliche ökonomische Grundlage für die Existenz des Ortes war die seit dem späten 17. Jahrhundert nachweisbare eisengewerbliche Tätigkeit im Tal. Die Gruppe schlichter Bruchsteinbauten, die überwiegend aus der zweiten Hälfte des 18. Jahrhunderts stammen ist exemplarisch für die ländliche Bauweise des märkischen Sauerlandes.

### Borbet 29
Das Wohn- und Wirtschaftsgebäude mit verbretterten Giebeln besteht aus zwei Bauteilen von unterschiedlichen Bauzeiten. Dazwischen liegt der traufseitig erschlossene Querflur. Der südliche Bauteil mit giebelseitigem Eingang ist teilunterkellert, er stammt wohl von der zweiten Hälfte des 18. Jahrhunderts. Die beiden rückwärtigen Räume wurden ursprünglich auch als Stall genutzt. Eine massive Herdwand mit Räucherkammer steht im Obergeschoss. Die dreischiffige Wirtschaftsdiele, deren Tor heute zugesetzt ist, ist wohl aus dem 19. Jahrhundert. Eine Stiege zu einer dreiseitigen Galerie führt zu den Kammern. Auf dem Vorplatz steht, gegenüber einem Garten mit Bruchsteineinfassung, eine Hauslinde. Der Speicher mit außen liegender Treppe wurde wahrscheinlich im 17. Jahrhundert gebaut. Aus der zweiten Hälfte des 18. Jahrhunderts sind noch ein Brunnen mit Pumpe, ein Schuppen aus Fachwerk und Bruchstein. Der sogenannte Alte Schafstall ist teilunterkellert. Er entspricht dem Typus einer Durchfahrtscheune. Der sogenannte Neue Schafstall, ein teilunterkellertes Gebäude aus Bruchstein, wurde in der zweiten Hälfte des 19. Jahrhunderts errichtet.

### Borbet 30
Das Wohnhaus mit zwei Wohngeschossen und umfangreicher Speicherfunktion wurde wohl in der zweiten Hälfte des 18. Jahrhunderts gebaut, der Stallteil ist von der zweiten Hälfte des 19. Jahrhunderts. Am Südgiebel steht bei der Ladetür ein wandbündiger Kamin. Die Außentreppe führt zum zweiteiligen Gewölbekeller.

### Borbet 31
Der südliche Giebel des Längsdielenhauses von der zweiten Hälfte des 18. Jahrhunderts ist verbrettert, die Diele war ursprünglich haustief. Ein rundbogiges Tor und drei gestaffelte Rauchlöcher sind in der Südwand. Vor den Wohnräumen ist traufseitig eine zweigeschossige Fassade ausgebildet. Auf der Fischgrätpflasterung in der hohen, schmalen Diele steht ein Kamin aus jüngerer Zeit.